# Tantilla yaquia
Tantilla yaquia — вид змій родини полозових (Colubridae). Мешкає в США і Мексиці.

## Поширення і екологія
Tantilla yaquia мешкають в горах Пахаріто, Муле і Чірікауа на південному сході Аризони, в горах Гуаделупе і Пелонсільйо у Нью-Мексико, а також в мексиканських штатах Сонора, Чіуауа, Сіналоа і Наярит. Вони живуть в сухих тропічних лісах і вічнозелених лісах, на висоті до 1680 м над рівнем моря.